# Villa Vittorio Emanuele
La Villa Vittorio Emanuele (in siciliano A Vìḍḍa) è il giardino pubblico di Caltagirone. Tra i più estesi della Sicilia, si trova alle spalle del Museo della Ceramica, nell'estrema propaggine meridionale del centro storico della città.

## La villa

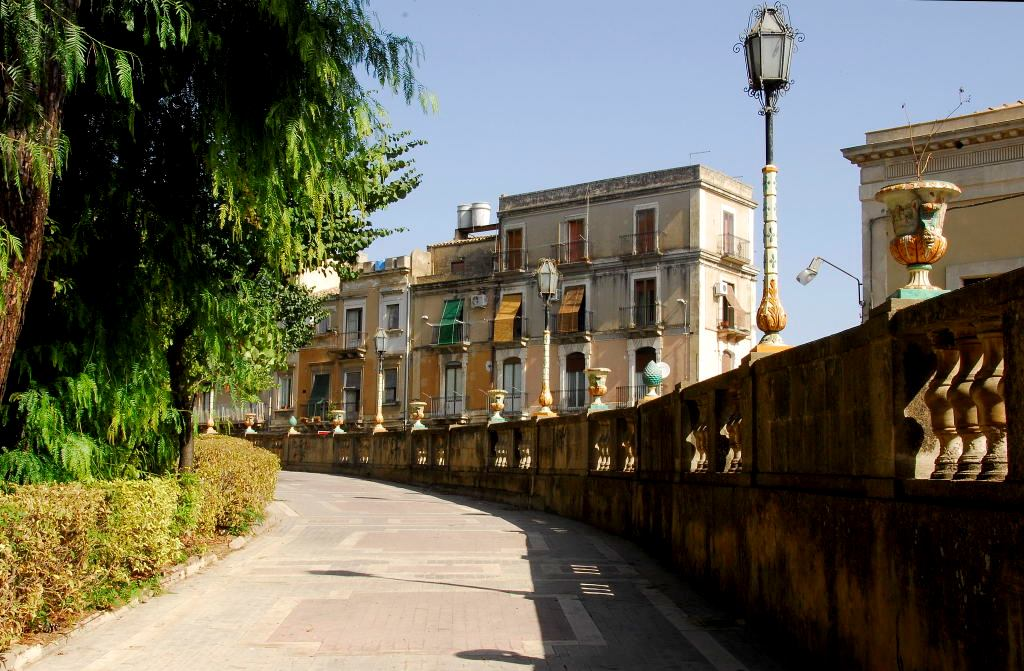
Percorso del giardino pubblico che affaccia via Roma.

Vi si può accedere dal Teatrino, mediante due rampe di scale, da via Roma, dove si trova l'ingresso principale a fianco del Teatro Politeama, e dal viale principessa Maria José.
Il giardino, su modello dei parchi inglesi, è opera dell'architetto G. B. Filippo Basile. La realizzazione di una villa comunale sull'area della cosiddetta "silva di San Francesco", parzialmente occupata da una collinetta, iniziò nel 1846.
La progettazione dell'ingresso in stile liberty, caratterizzato da un'insolita cancellata - tra fasci di canne palustri dove s'indovinano piccoli pesci, uccelli acquatici e rettili - alternata a pilastri, è opera dell'architetto Saverio Fragapane.
All'interno, lungo i viali, si trovano vasi in terracotta realizzati dalla bottega Bongiovanni Vaccaro, maioliche di Giuseppe Di Bartolo e terrecotte ornamentali di Gioacchino Ali, Gesualdo Vittorio Nicoletti ed Enrico Vella.

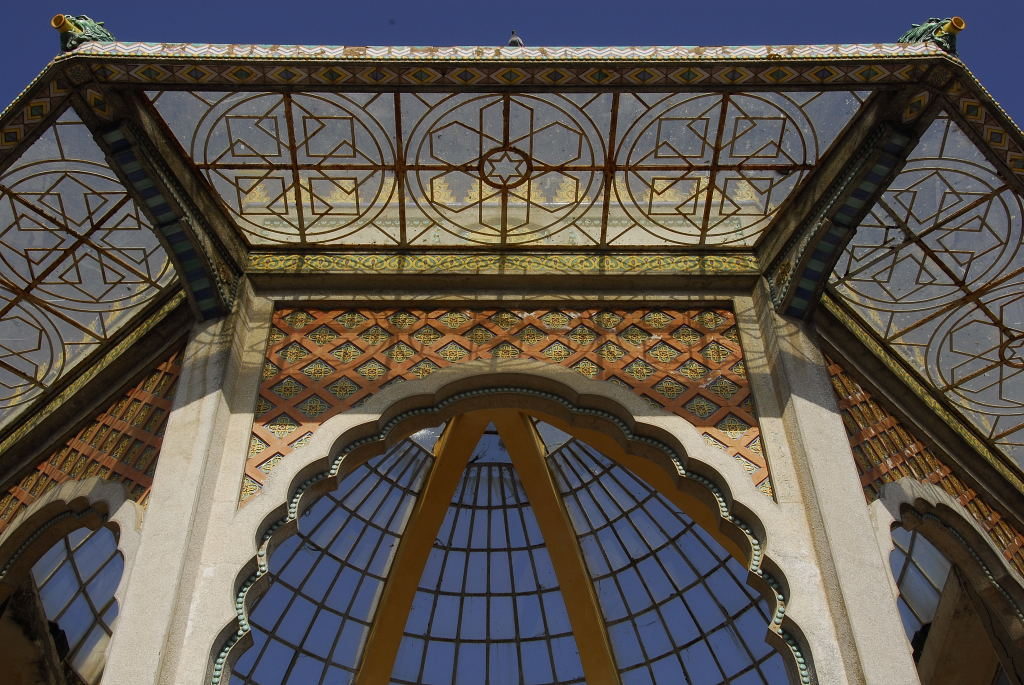
Dettaglio del tempietto.

Nel piazzale centrale è in grande evidenza il palco musicale in stile moresco con rivestimento in maiolica policroma realizzata dalla I.P.A.C.
Nella parte inferiore si può ammirare una delle vasche della Fontana della Flora dello scultore ed architetto fiorentino Camillo Camilliani del XVI secolo.
Se si opta per l'ingresso di viale principessa Maria José si scende per una duplice scalinata alla base della quale si possono ammirare due pannelli maiolicati di Gianni Ballarò e, racchiusa in una nicchia, una bella statua di Cerere opera del plasticatore Nicolò Barrano, in tema con la decorazione dei pannelli, che rappresenta quasi un inno alla natura.
Di fronte all'ingresso si può ammirare una gradevole balaustra in ceramica, realizzata nella seconda metà del Novecento dal ceramista Gesualdo Vittorio Nicoletti, che circonda il giardinello antistante la ex caserma dei Carabinieri, oggi sede del Museo della Fotografia e di esposizioni temporanee.
Nei confini della villa è anche presente la ex-biblioteca comunale, pregevole esempio di architettura Liberty su progetto di Ernesto Basile, oggi sede del Museo internazionale del Presepe.

## Galleria d'immagini

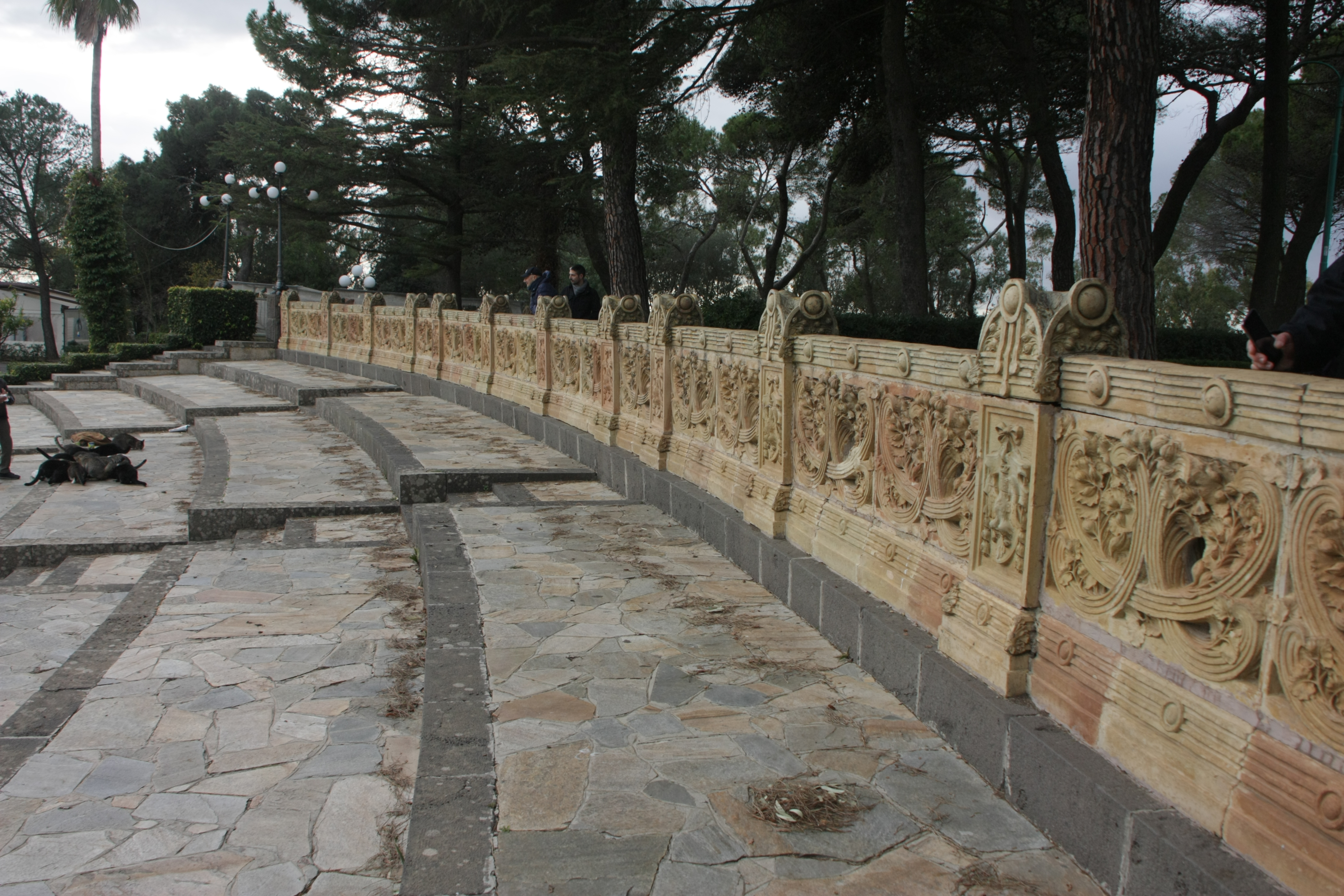
Dettaglio dell'arcata che affaccia al tempietto.
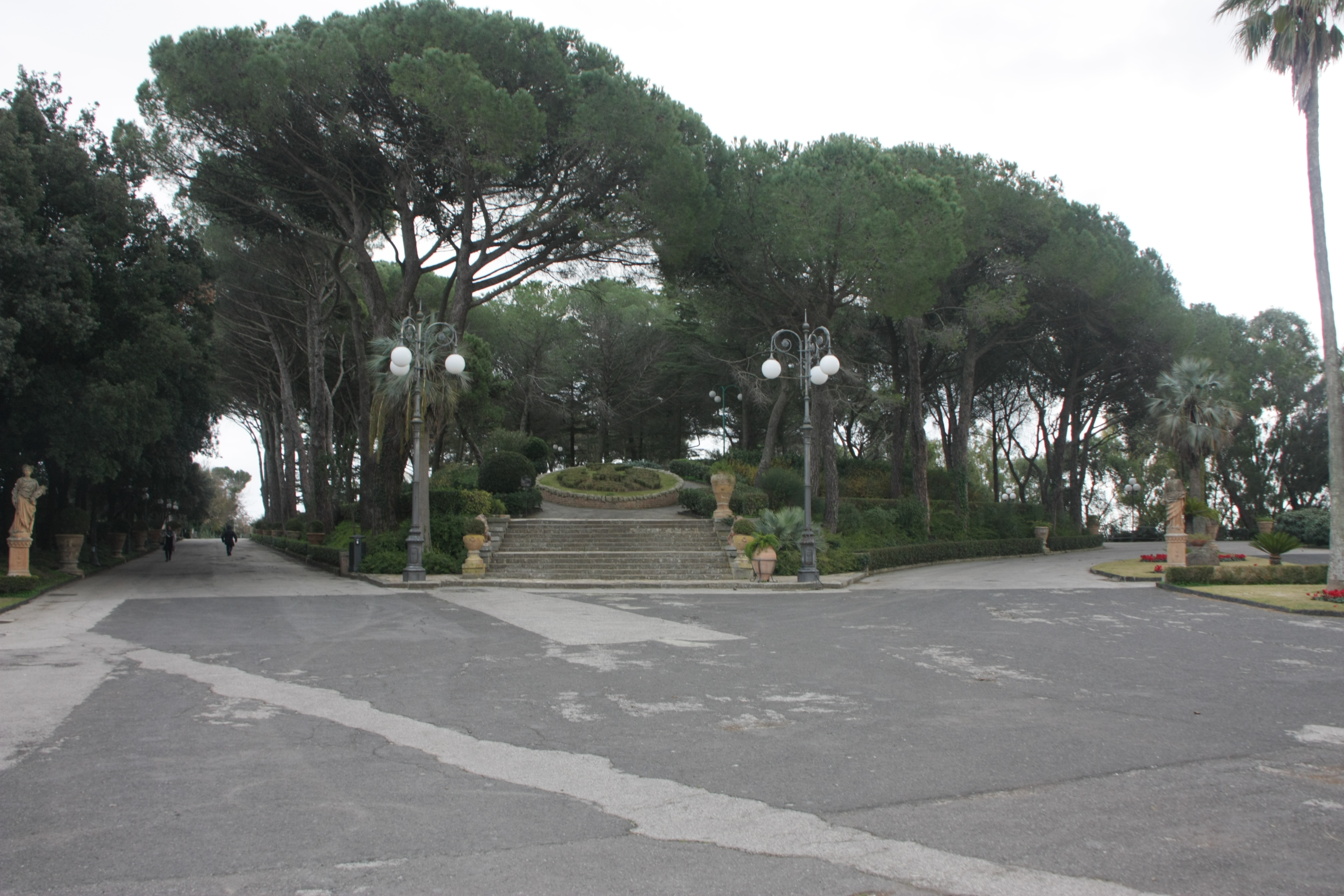
Area di ingresso da Via Giardino pubblico.
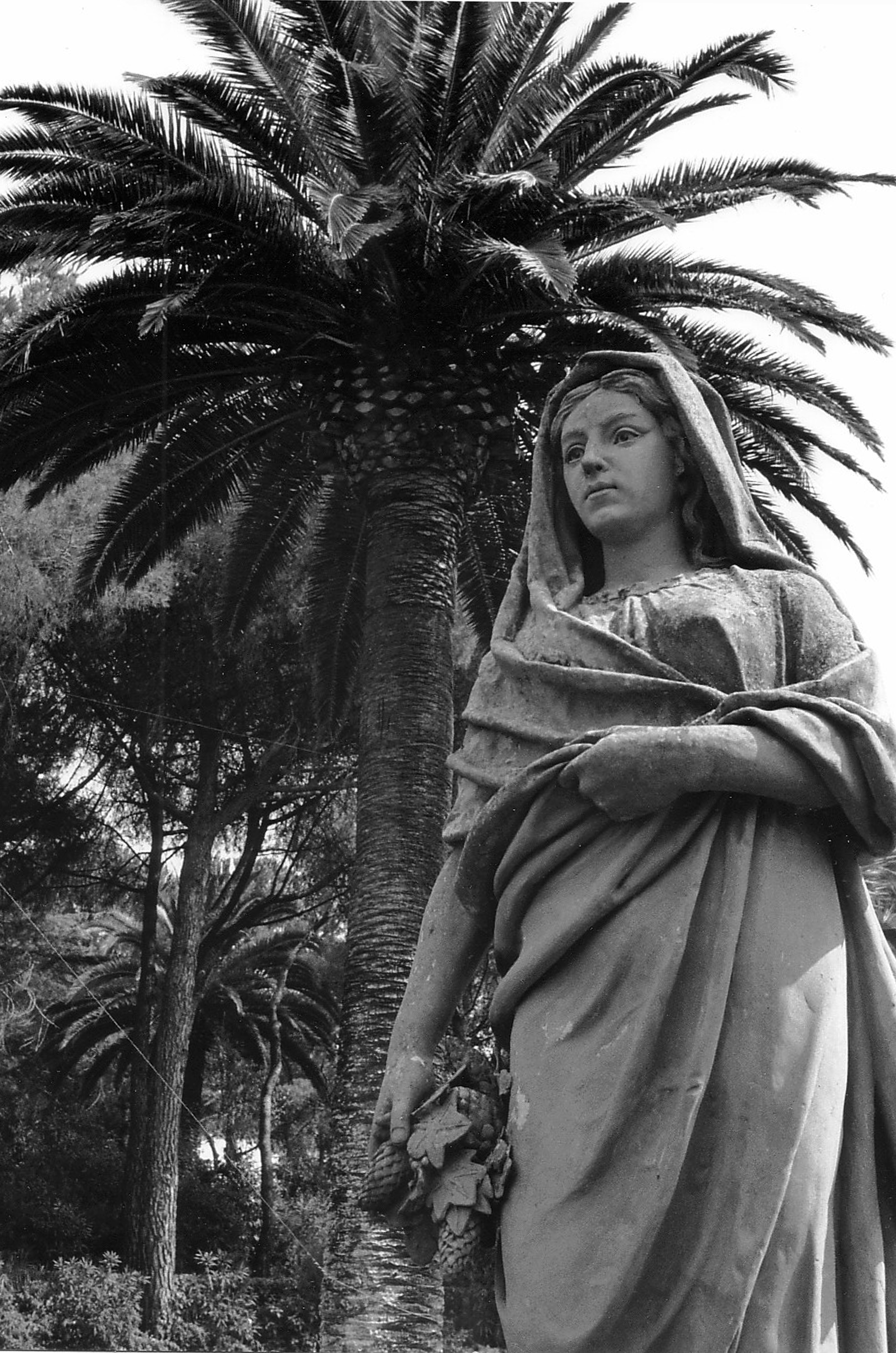
Statua in terracotta presente nel Giardino pubblico.
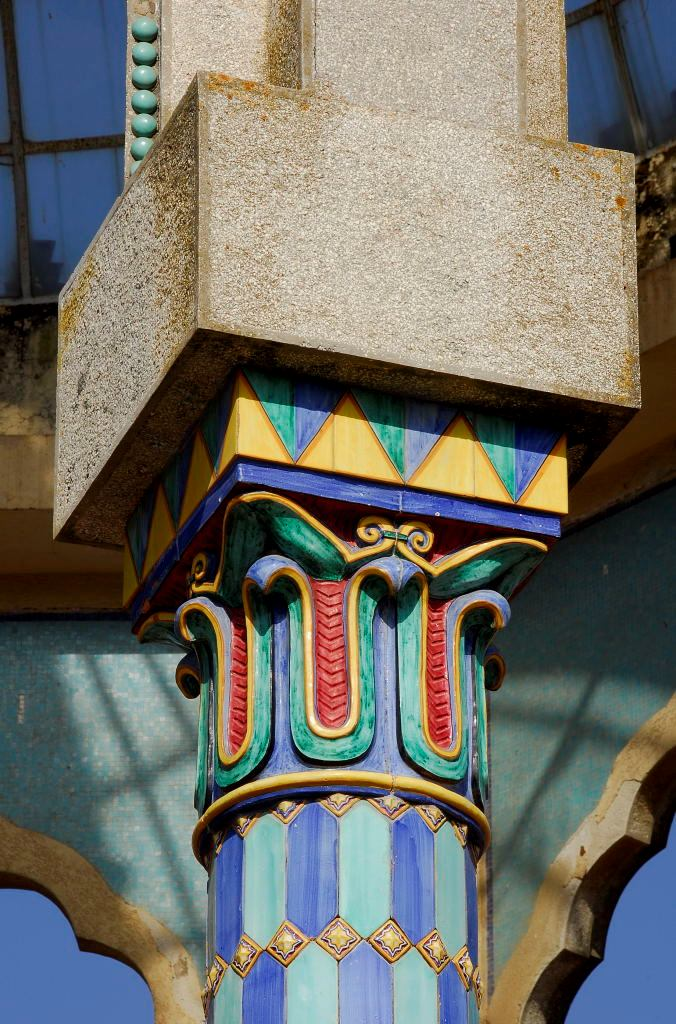
Dettaglio di colonna del tempietto.
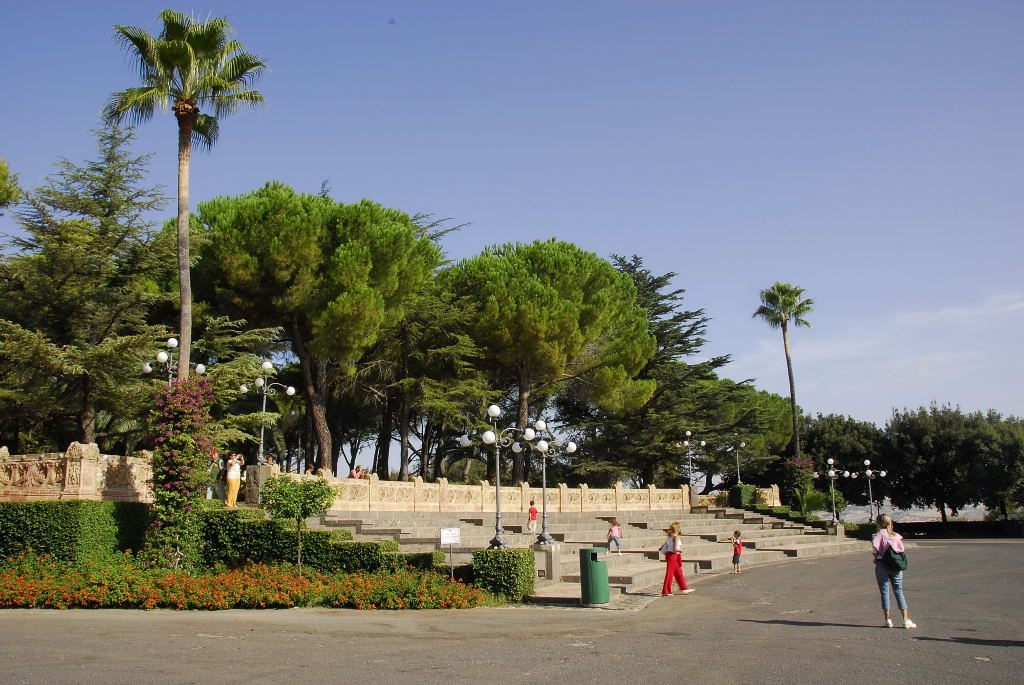
Spazio del Giardino pubblico.